# Buzancy Military Cemetery
Buzancy Military Cemetery is een Britse militaire begraafplaats met gesneuvelden uit de Eerste Wereldoorlog, gelegen in de Franse gemeente Buzancy (departement Aisne).
De begraafplaats werd ontworpen door Edwin Lutyens en ligt aan de Rue de la Montagne op 480 m ten noordwesten van het dorpscentrum (Église Saint-Martin). Het terrein ligt hoger dan de straat en heeft een nagenoeg trapeziumvormig grondplan met een oppervlakte van 2.088 m². Ze wordt, behalve aan de straatkant omsloten door een natuurstenen muur. De toegang bestaat uit een trap met 15 opwaartse treden tussen natuurstenen bloembakken. Het Cross of Sacrifice staat centraal tegen de noordelijke muur. Bij de oostelijke muur staat een schuilhuisje onder een zadeldak. Hierin bevindt zich een rustbank en het registerkastje.
- In de zuidwestelijke hoek van de begraafplaats staat een monument voor de 15th Scottish Division dat in augustus 1918 door de ingenieurs van de Franse 17e Divisie werd opgericht.

## Geschiedenis
Na een opmars die begon op 18 juli 1918 werd Buzancy door de 1st American Division drie dagen later bereikt maar niet veroverd. Het dorp werd aangevallen door de 15th (Scottish) en de 34th Division op 23 juli en ingenomen op de 28e daaropvolgend. 
De begraafplaats werd aangelegd door de 15th Division naast een Franse militaire begraafplaats waarvan de graven naar Ambleny werden overgebracht. Oorspronkelijk waren er 96 graven (in Plot I, rijen A-C) maar na de wapenstilstand werden nog graven aangevoerd vanuit de omliggende slagvelden. 
Nu liggen er 335 Britten begraven waaronder 71 niet geïdentificeerde. Voor negen slachtoffers werden Special Memorials opgericht omdat hun graf niet meer gelokaliseerd konden worden en men neemt aan dat ze onder naamloze grafzerken liggen.

### Onderscheiden militairen
- Charles Edwin Norman Blake, majoor bij de Royal Field Artillery werd onderscheiden met het Military Cross (MC).
- Allan Thomson, sergeant bij de Gordon Highlanders werd onderscheiden met de Distinguished Conduct Medal en de Military Medal (DCM, MM).
- Duncan McFarlane, sergeant bij de King's Own Scottish Borderers en G. Shorthose, sergeant bij de Gordon Highlanders werden onderscheiden met de Distinguished Conduct Medal (DCM).
- compagnie sergeant-majoor William Kent (King's Own Scottish Borderers), sergeant G. Wood (Gordon Highlanders), korporaal F. Barnett (Cameronians (Scottish Rifles)) en de soldaten F. McHugh (Black Watch (Royal Highlanders), Ebinezer Russell en William Smith (Argyll and Sutherland Highlanders) en George Wilson Kelly (Gordon Highlanders) werden onderscheiden met de Military Medal (MM).